# Oslo, 31. august
Oslo, 31. august è un film norvegese del 2011 diretto da Joachim Trier. È liberamente ispirato al romanzo Fuoco fatuo  dello scrittore francese Pierre Drieu La Rochelle e all'omonimo film di Louis Malle.
È il secondo film della "Trilogia di Oslo", dopo Reprise (2006) e prima de La persona peggiore del mondo (2021).